# Tudo que É Sólido Desmancha no Ar
Tudo que é sólido desmancha no ar é a obra mais conhecida do autor estadunidense Marshall Berman, configurando-se numa história crítica da modernidade e contendo análises críticas de vários autores e suas épocas – desde o Fausto de Goethe, passando pelo 'Manifesto' de Marx e Engels, pelos poemas em prosa de Baudelaire e pela ficção de Dostoiévski, até as vanguardas artísticas do século XX. Seu título alude a uma frase do Manifesto Comunista, de Karl Marx e Friedrich Engels.
| “ | Tudo o que era sólido se desmancha no ar, tudo o que era sagrado é profanado, e as pessoas são finalmente forçadas a encarar com serenidade sua posição social e suas relações recíprocas. | ” |